# Empathie spatiale
Le terme empathie spatiale est utilisé pour décrire différents types d’empathie avec des individus proches : empathie pour les personnes physiquement proches, capacité pour le pilote d’un moyen de transport « de se mettre à la place d’un autre », identification avec l’environnement proche.

## Empathie spatiale et espace personnel
L’empathie spatiale a été définie comme la conscience qu'un individu a de la proximité, des gestes, et du confort des personnes qui l'entourent. Il combine le concept d’empathie à la notion de proxémie et d'espace personnel, la notion qu'une personne est « propriétaire » de son espace immédiat, l'invasion de cet espace par autrui représentant une atteinte à l'intimité de cette personne.
L'empathie spatiale réduite à l'espace personnel est exprimée de manière très variable selon les cultures, et selon les individus. Les pays d'Europe occidentale et/ou à l'économie avancée considèrent par exemple comme déplacé et tabou le contact physique entre personnes inconnues dans des lieux publics tels que trains, bus ou magasins. D'autres pays, tels que les pays émergents asiatiques et eurasiatiques ne présentent pas la même aversion.
Le terme d'"empathie spatiale" aurait d'abord été utilisé pour les travailleurs expatriés à Hong Kong, venant généralement de pays occidentaux tels que l'Australie, l'Angleterre, la France et les États-Unis, comme un élément du choc culturel. Un élément déstabilisant pour ces populations arrivant à Hong Kong, ville d'apparence matérielle occidentale, étant la densité et proximité humaine dans les transports et espaces communs, où la navigation à travers une foule tout en évitant le contact physique est plus difficile que dans leurs pays d'origine. Le terme se serait depuis étendu aux travailleurs expatriés dans d'autres pays, notamment le Japon et la Chine,.

## Empathie spatiale et pilotage
Le pilote d’un navire A a une perception de la situation spatiale de son navire. De même le pilote du navire B. De plus, quand les navires A et B sont proches, le pilote du navire A se fait une représentation plus ou moins exacte de la perception spatiale que se fait le pilote du navire B. La qualité de cette « empathie spatiale » peut influer sur le risque d’accident : les pilotes devraient alors apprendre à « piloter leur navire du point de vue des autres ». Cette analyse est une variante du débat sur les cadres de référence spatiale (« systèmes de relations consistant à localiser les objets, les points de référence et les relations spatiales qui peuvent exister entre ceux-ci »), et notamment les référentiels de type « égocentré » et de type « allocentré ».

## Empathie spatiale et perception de l'«ambiance» d'un lieu
Quand une personne se déplace dans une ville, à travers la campagne ou en montagne, quand elle séjourne sur une plage ou dans un café, elle reçoit un flux ininterrompu de sensations. Elle peut se sentir étrangère à ce lieu et « ne pas se sentir chez elle ». Mais elle peut aussi ressentir une empathie avec l'environnement physique immédiat : il se crée un processus d'empathie spatiale, ou d'identification de l'individu avec l'endroit où il se trouve. Pour Isabel Claus, l'empathie spatiale est une « image-motrice », un « ressenti corporel vécu en réponse à un paysage appréhendé physiquement », un des « pré-mouvements organiques et primitifs devant un espace ». Cette approche entraîne diverses implications pour l'architecture et la planification urbaine,.